# Sanry-sur-Nied

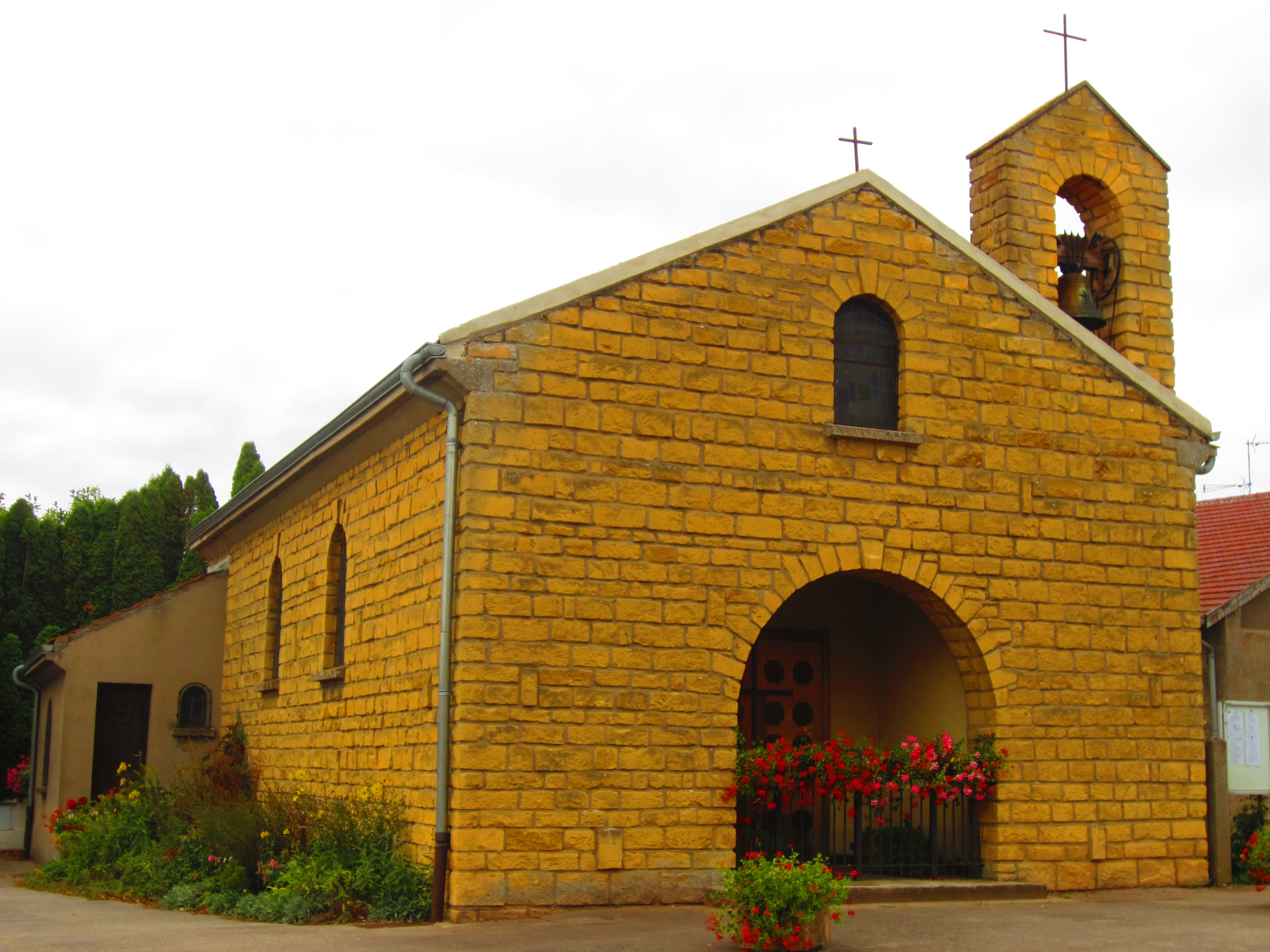
Kirche St. Urbain

Sanry-sur-Nied (deutsch Sanry an der Nied) ist eine französische Gemeinde mit 422 Einwohnern (Stand 1. Januar 2022) im Arrondissement Metz, im Département Moselle und in der Region Grand Est (bis 2015 Lothringen).

## Geographie
Sanry-sur-Nied liegt an der Französischen Nied, 15 Kilometer südöstlich von Metz und vier Kilometer südlich von Pange auf einer Höhe zwischen 215 und 300 m über dem Meeresspiegel. Das Gemeindegebiet umfasst 4,84 km².

## Geschichte
Die älteste erhaltene Erwähnung des Dorfes stammt von 1235. Die Ortschaft gehörte früher zum Bistum Metz.
Durch den Frankfurter Frieden vom 10. Mai 1871 kam die Region an Deutschland und das Dorf wurde dem Landkreis Metz im Bezirk Lothringen des Reichslandes Elsaß-Lothringen zugeordnet. Die Dorfbewohner betrieben Wein-, Obst-, Gemüse und Tabakanbau.
Nach dem Ersten Weltkrieg musste die Region aufgrund der Bestimmungen des Versailler Vertrags 1919 an Frankreich abgetreten werden. Im Zweiten Weltkrieg war die Region von der deutschen Wehrmacht besetzt und stand unter deutscher Verwaltung.
In den Jahren von 1915 bis 1919 trug Sanry-sur-Nied den eingedeutschten Namen Sanringen an der Nied sowie von 1940 bis 1944 Senn an der Nied.

Am 24. August 1951 fuhr im Bahnhof von Sanry-sur-Nied ein Schnellzug auf einen dort außerplanmäßig haltenden zweiten Schnellzug auf. 21 Menschen starben. 
Bevölkerungsentwicklung
| Jahr      | 1962 | 1968 | 1975 | 1982 | 1990 | 1999 | 2007 | 2019 |
| Einwohner | 161  | 164  | 162  | 221  | 310  | 343  | 331  | 324  |

## Verkehr
Sanry-sur-Nied hat einen Haltepunkt an der Bahnstrecke Réding–Metz-Ville und wird durch Züge des Regionalverkehrs nach Metz und Sarrebourg bedient.